# Rubus glareosus
Rubus glareosus är en rosväxtart som beskrevs av William Moyle Rogers. Rubus glareosus ingår i släktet rubusar, och familjen rosväxter. Inga underarter finns listade i Catalogue of Life.